# Kristin Berild Ose
Kristin Berild Ose (1984) è un'ex sciatrice alpina norvegese.

## Biografia
La Ose gareggiò a livello nazionale dal gennaio del 1995 al gennaio del 2003, senza esordire in Coppa Europa o in Coppa del Mondo né partecipare a rassegne olimpiche o iridate.

## Palmarès

### Campionati norvegesi
- 1 medaglia:
  - 1 bronzo (discesa libera nel 2002)